# Lijst van voetbalinterlands België - Kroatië
Deze lijst van voetbalinterlands is een overzicht van alle officiële voetbalwedstrijden tussen de nationale teams van België en Kroatië. De landen hebben tot op heden negen keer tegen elkaar gespeeld. De eerste wedstrijd, een kwalificatiewedstrijd voor het Wereldkampioenschap voetbal 2002, was op 2 september 2000 in Brussel. De laatste confrontatie, een groepswedstrijd tijdens het Wereldkampioenschap voetbal 2022, vond plaats op 1 december 2022 in Ar Rayyan (Qatar).

## Wedstrijden

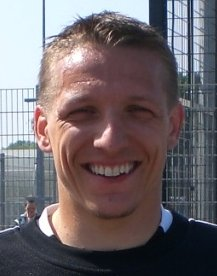
Sonck maakte de winnende goal voor België in het vierde duel tussen Kroatië en België

| № | Plaats    | Datum             | Competitie           | Wedstrijd        | Uitslag |
| - | --------- | ----------------- | -------------------- | ---------------- | ------- |
| 1 | Brussel   | 2 september 2000  | WK 2002 kwalificatie | België − Kroatië | 0 − 0   |
| 2 | Zagreb    | 6 oktober 2001    | WK 2002 kwalificatie | Kroatië − België | 1 − 0   |
| 3 | Zagreb    | 29 maart 2003     | EK 2004 kwalificatie | Kroatië − België | 4 − 0   |
| 4 | Brussel   | 10 september 2003 | EK 2004 kwalificatie | België − Kroatië | 2 − 1   |
| 5 | Brussel   | 3 maart 2010      | Vriendschappelijk    | België − Kroatië | 0 − 1   |
| 6 | Brussel   | 11 september 2012 | WK 2014 kwalificatie | België − Kroatië | 1 − 1   |
| 7 | Zagreb    | 11 oktober 2013   | WK 2014 kwalificatie | Kroatië − België | 1 − 2   |
| 8 | Brussel   | 6 juni 2021       | Vriendschappelijk    | België − Kroatië | 1 − 0   |
| 9 | Ar Rayyan | 1 december 2022   | WK 2022              | Kroatië − België | 0 − 0   |

## Samenvatting
| Competitie        | Totaal gespeeld | Winst België | Gelijk | Winst Kroatië | Doelsaldo België – Kroatië |
| ----------------- | --------------- | ------------ | ------ | ------------- | -------------------------- |
| WK-eindronde      | 1               | 0            | 1      | 0             | 0 − 0                      |
| WK-kwalificatie   | 4               | 1            | 2      | 1             | 3 − 3                      |
| EK-kwalificatie   | 2               | 1            | 0      | 1             | 2 − 5                      |
| Vriendschappelijk | 2               | 1            | 0      | 1             | 1 − 1                      |
| Totaal            | 9               | 3            | 3      | 3             | 6 − 9                      |

Wedstrijden bepaald door strafschoppen worden, in lijn met de FIFA, als een gelijkspel gerekend.